# 张宗燧
张宗燧（1915年6月1日—1969年6月30日），浙江杭州人，中国物理学家，中国科学院数学研究所研究员。哲学家张东荪次子。核武器物理学家于敏的研究生导师。

## 生平
1930年考入燕京大學物理系，次年转入清華大學，1934年毕业于清華大學物理系，1938年師從拉尔夫·福勒研究統計物理學获英国剑桥大学哲学博士学位后，到丹麦随玻尔研究量子场论。1939年去瑞士，在沃尔夫冈·泡利指导下工作，继续研究量子场论。1940年由法國回上海，復輾轉越南海防、河內至重慶，出任國立中央大學物理學系教授。1945年再度出國，到剑桥大学工作。1947年同保罗·狄拉克一起到美国普林斯顿高等研究院进行研究工作。1948年回國，先後任北京大學物理系教授，北京師範大學物理系教授。1956年出任中国科学院数学研究所研究员。
张宗燧主要从事理论物理特别是统计物理、量子力学、量子电动力学和量子场论等方面的研究工作。1930年代在合作现象特别是固溶体的统计物理理论等方面取得多项创见性成果，受到国际上的重视。在量子场论形式体系的建立特别是高阶微商、高自旋粒子的量子场论等研究方面，在理论的数学形式、洛伦兹群的表示、重正化理论、统计理论、层子模型等方面，取得多项重要成果，达到了国际水平。1957年当选中国科学院学部委员。
文革期间，張宗燧被批鬥，1969年6月30日，在北京中國科學院服安眠藥自殺辭世。

## 著作
- 張宗燧編 《理論物理》 上海商務印書館 1954
- 張宗燧 《電動力學及狹義相對論》 北京科學出版社 1957
- 張宗燧著 《色散關係引論》 上 北京  科學出版社 1980
- 張宗燧著 《色散關係引論》 下  北京 科學出版社 1983